# Ah Young
Cho Ja-young (hangul: 조자영; hanja: 趙慈英; rr: Jo Ja-yeong; MR: Cho Cha-yŏng; Sinchon-dong, 26 de maio de 1991), mais frequentemente creditada na carreira musical por seu nome artístico Ah Young (hangul: 아영; hanja: 雅英; rr: A-yeong; MR: A-yŏng), é uma cantora e atriz sul-coreana. Realizou sua estreia no cenário musical em 2011 no grupo feminino Dal Shabet. No mesmo ano, iniciou sua carreira de atriz através de uma participação na série de televisão Dream High.

## Biografia
Ah Young nasceu no dia 26 de maio de 1991 em Seul, Coreia do Sul. Ah Young frequentou a Universidade de Mulheres de Dongguk com especialização em entretenimento.

## Carreira

### 2011: Dal Shabet e outras atividades
Em janeiro de 2011, Ah Young realizou sua estreia como integrante do grupo Dal Shabet através do lançamento do single Supa Dupa Diva. No mês seguinte, Ah Young realizou uma aparição no drama coreano da KBS, Dream High, como uma aluna da escola Kirin High School. Mais tarde, Ah Young e suas colegas do Dal Shabet apareceram no filme Wonderful Radio como o girl group fictício Corby Girls.
Pouco depois de sua estreia, Ah Young se tornou modelo destaque para um comercial de três partes da Volkswagen BlueMotion, exibidas durante todo o ano de 2011 nas emissoras sul-coreanas.
Ah Young também participou dos reality shows do Dal Shabet, Sweet Sweet Story e Cool Friends, bem como a série Shabet On Air no YouTube.

### 2012–presente: Atividades individuais e saída da Happy Face Entertainment
Em março de 2012, Ah Young, juntamente com sua colega de grupo Jiyul, participaram de uma sessão de fotos para a revista Maxim Korea. Suas fotos se tornaram destaque para a edição do mês seguinte da revista.
Em janeiro de 2013, anunciou-se que Ah Young iria realizar seu primeiro papel em um drama, sendo este, AD Genius Lee Tae Baek, da KBS, onde ela interpretou Gong Sun-hye, uma secretária da empresa de publicidade GRC. Sua personagem recebeu atenção da mídia por sua personalidade excêntrica, bem como seu estilo de moda. Ela também colaborou com a dupla de comediantes DIZ Boys para o lançamento do single Kuulkuk, em 6 de agosto de 2013.
Foi revelado que Ah Young se juntaria ao elenco do drama da SBS, Jang Ok Jung, Living By Love, em 14 de março de 2013. Ah Young interpretou a personagem Princessa Myeong-an, conhecida por exibir um enorme senso de humor por todo o palácio. Em 22 de maio, Ah Young foi introduzido ao elenco do filme No Breathing, marcando a primeira aparição de Ah Young em um filme. Ela interpretou Semi, uma estudante do ensino médio que sonhava em se tornar uma cantora famosa. Em 9 de setembro, ela se juntou ao elenco do filme 58 – The Year Of The Dog.
Em 13 de junho de 2014, confirmou-se que Ah Young iria realizar uma aparição recorrente no drama da MBC, The Night Watchman's Journal, onde ela interpretou a personagem Hong Joo-hee.
Em novembro de 2016, anunciou-se que Ah Young iria se juntar ao elenco do drama da SBS, Our Gab Soon, como o papel recorrente Kim Young-ran.
Em dezembro de 2017, foi confirmado que Ah Young estaria deixando a Happy Face Entertainment após o término de seu contrato com a gravadora. Mais tarde, Ah Young assinou um contrato com a SidusHQ para seguir sua carreira de atriz.

## Filmografia

### Filmes
| Ano  | Título                 | Papel                            | Notas                                |
| ---- | ---------------------- | -------------------------------- | ------------------------------------ |
| 2012 | Wonderful Radio        | Membro do girl group Corby Girls | Participação especial com Dal Shabet |
| 2013 | No Beathing            | Se-mi                            | Papel de apoio                       |
| 2017 | 58 The Year Of The Dog | Geum-dong                        | Papel principal                      |

### Séries de televisão
| Ano                          | Título                                          | Emissora      | Papel                          | Notas             |
| ---------------------------- | ----------------------------------------------- | ------------- | ------------------------------ | ----------------- |
| 2011                         | Dream High                                      | KBS2          | Estudante da Kirin High School | Aparição especial |
| 2013                         | AD Genius Lee Tae Baek                          | KBS2          | Park Sun-hye                   | Papel recorrente  |
| 2013                         | Jang Ok Jung, Living By Love                    | SBS           | Princessa Myeong-an            | Papel recorrente  |
| 2013                         | Someday Friends                                 | Naver TV Cast | Lee Ji-eun                     | Papel principal   |
|                              | Wild Chives and Soy Bean Soup: 12 Years Reunion | JTBC          | Park Moo-hee                   | Papel recorrente  |
| The Night Watchman's Journal | MBC                                             | Hong Joo-hee  |                                | Papel recorrente  |
| Love Frequency 37.2          | MBC Every1                                      | Jung Sun-hee  | Papel principal                |                   |
| 2016                         | Our Gap Soon                                    | SBS           | Park Young-ran                 | Papel recorrente  |

## Discografia
| Título                      | Ano                         | Melhor posição nas paradas  | Vendas (DL)                 | Outros artistas             | Álbum                       |
| Título                      | Ano                         | KOR                         | Vendas (DL)                 | Outros artistas             | Álbum                       |
| Aparição em trilhas sonoras | Aparição em trilhas sonoras | Aparição em trilhas sonoras | Aparição em trilhas sonoras | Aparição em trilhas sonoras | Aparição em trilhas sonoras |
| --------------------------- | --------------------------- | --------------------------- | --------------------------- | --------------------------- | --------------------------- |
| "너의 의미 (Your Meaning)"  | 2013                        | —                           | —                           | —                           | Someday Friends OST         |
| Colaborações                |                             |                             |                             |                             |                             |
| "꿀꺽 (Kuulkuk)"            | 2013                        | —                           | —                           | DIS BOYZ                    | Frick My Shit Part.01       |